# Migdal-Senna
Migdal-Senna (Eusebi dona Μεγάλη Σεννά, però Sant Jerònim indica el correcte Μιγδὰλ Σέννα) era una vila israelita situada a uns 10 km al nord de Jericó. Podria correspondre a Jeixanà.